# ماري بشير
ماري بشير (بالإنجليزية: Marie Bashir)‏ هي طبيبة ومهندسة وطبيبة نفسية أسترالية، ولدت في 1 ديسمبر 1930 في Narrandera ‏ في أستراليا.